# Три точки сверху
Три точки сверху (◌᪴) — диакритический знак, используемый в Языковом атласе Нижней Баварии, греческой письменности караманлидского языка и сирийской письменности некоторых новоарамейских языков.

## Использование
Используется в Языковом атласе Нижней Баварии.
Использовалась для записи карамандлидского языка греческим письмом в XVIII веке в составе буквы Σ᪴ σ᪴, обозначавшей звук [ʃ] (в османской арабской письменности — ش, в современной турецкой латинице — Ş ş).
Используется в некоторых новоарамейских языках для обозначения звуков, отсутствующих в классическом сирийском. В частности, в языке туройо используется буква ܙ݅ (зайн с тремя точками сверху), обозначающая [ʒ]. В других новоарамейских языках, таких как ассирийский, вместо неё также используется ܙ̃ (зайн с маджлияной).